# Rodolfo Dubó
Rodolfo Dubó Segovia (Punitaqui, 1953. szeptember 11. – ) chilei válogatott labdarúgó, edző.

## Pályafutása

### Klubcsapatban
1972 és 1974 között a Deportes Ovalle csapatában játszott. 1975 és 1982 között a Palestino játékosa volt, mellyel 1978-ban megnyerte a chilei bajnokságot. 1983 és 1984 között az Universidad Chilét erősítette. 1985 és 1988 között ismét a Palestino játékosa volt. 1989-ben a Lozapenco színeiben fejezte be a pályafutását. 

### A válogatottban
1977 és 1985 között 46 alkalommal szerepelt a chilei válogatottban és 3 gólt szerzett. Részt vett az 1982-es világbajnokságon, ahol a chileiek összes mérkőzésén kezdőként lépett pályára. Tagja volt az 1979-es és az 1983-as Copa Américán szereplő válogatott keretének is.

## Sikerei
Palestino
- Chilei bajnok (1): 1978